# Théorème du rang constant
Le théorème du rang constant est le théorème de calcul différentiel suivant :
Théorème — Soient {\displaystyle U} un ouvert de ℝn, {\displaystyle a} un élément de {\displaystyle U} et {\displaystyle f:U}→ℝp une application de classe C1. Si la différentielle de {\displaystyle f} est de rang constant {\displaystyle r} sur {\displaystyle U}, alors il existe
- un C1-difféomorphisme {\displaystyle \varphi } d'un ouvert {\displaystyle V} de ℝn contenant 0 sur un ouvert de {\displaystyle U} avec {\displaystyle \varphi (0)=a} et
- un C1-difféomorphisme {\displaystyle \psi } d'un ouvert de ℝp contenant {\displaystyle f(\varphi (V))} sur un ouvert de ℝp, tels que :{\displaystyle \forall x\in V,\quad \psi \circ f\circ \varphi (x_{1},\ldots ,x_{n})=(x_{1},\ldots ,x_{r},0,\ldots ,0).}

## Référence
Jacques Lafontaine, Introduction aux variétés différentielles [détail des éditions], 2010, p. 49